# Julius Münter
Julius Münter (ur. 14 listopada 1815 w Nordhausen, zm. 2 listopada 1885 w Greifswaldzie) – niemiecki lekarz, botanik i zoolog. Studiował medycynę na Uniwersytecie w Berlinie. Następnie praktykował w szpitalu Charité. W 1848 habilitował się i został docentem na Uniwersytecie, od 1849 profesor botaniki i zoologii na Uniwersytecie w Greifswaldzie. W 1853 został doktorem filozofii honoris causa Uniwersytetu w Rostocku. 

## Prace
- Observationes phytophysiologicae. Gebauer, 1841
- Über Tuscarora-Rice (Hydropyrum palustre L.) K. Universität, 1863